# Довыдов, Михаил Тихонович
Михаил Тихонович Довыдов — советский хозяйственный, государственный и политический деятель, Герой Социалистического Труда.

## Биография
Родился в 1919 году в селе Матвеевка Бугурусланского уезда (ныне — Матвеевский район Оренбургской области). Член КПСС с 1943 года.
С 1931 года — на хозяйственной, общественной и политической работе. В 1931—1969 гг. — колхозник колхоза имени Ильича Матвеевского района Чкаловской области, помощник комбайнёра в машинно-тракторной станции (МТС) имени Ф. Э. Дзержинского в Матвеевском районе, участник Великой Отечественной войны, техник по ремонту колесных машин роты технического обеспечения 143-й танковой бригады, заместитель командира роты технического обеспечения 66-й гвардейской тяжелой самоходно-артиллерийской бригады, комбайнер Верхне-Уральской МТС Верхнеуральского района Челябинской области, комбайнёр Самарского отделения совхоза «Карагайский», комбайнёр совхоза «Красный Октябрь».
Указом Президиума Верховного Совета СССР от 5 августа 1952 года присвоено звание Героя Социалистического Труда с вручением ордена Ленина и золотой медали «Серп и Молот».
Умер в посёлке Самара в 1969 году.